# 東方黃魴鮄
東方黃魴鮄為輻鰭魚綱鮋形目黃魴鮄科 的其中一種。

## 分布
本魚分布於日本以南、東海以西之太平洋海域。

## 深度
水深30至100公尺。

## 特徵
體呈土黃色，有不規則斑點，體延長，略呈紡錘狀。頭部前端平扁，眼眶骨向前延長成角狀，無棘或鋸齒。兩個短的後頸棘，肛門前方有三對腹板。全身被骨板，胸鰭下方兩條游離鰭條，背鰭有兩列暗色斑點，背鰭連續，7至8個硬棘，20至21個鰭條，硬棘部與鰭條部之間有一凹刻；臀鰭軟條19至20個。體長約12至20公分。

## 經濟利用
做成魚粉，是家禽飼料中鈣的良好來源。